# A gdyby…? (sezon 2)
Drugi sezon amerykańskiego animowanego serialu antologicznego A gdyby…? z 2023 roku inspirowanego serią komiksów wydawnictwa Marvel Comics zatytułowaną Co by było, gdyby? przedstawia alternatywne wersje zdarzeń pokazanych wcześniej w filmach Filmowego Uniwersum Marvela.
Główną scenarzystką pierwszego sezonu i twórczynią serialu była A.C. Bradley, a reżyserią zajął się Bryan Andrews. W serialu głosu użyczył Jeffrey Wright jako Obserwator oraz aktorzy, którzy zagrali w produkcjach franczyzy.
Drugi sezon A gdyby…? jest częścią franczyzy Filmowego Uniwersum Marvela; należy do V Fazy tego uniwersum i stanowi część jej drugiego rozdziału zatytułowanego Saga multiwersum. Zadebiutował on 22 grudnia 2023 roku w serwisie Disney+. Ostatni, dziewiąty odcinek pojawił się 30 grudnia. W lipcu 2022 roku zapowiedziano trzeci sezon serialu

## Obsada
Narratorem serialu jest Jeffrey Wright jako Obserwator, który należy do rasy obserwującej multwiersum. Każdy z odcinków pokazuje inne wariant postaci, które pojawiły się w produkcjach Filmowego Uniwersum Marvela, gdzie przeszło trzydziestu aktorów powtórzyło swoje role z filmów franczyzy, byli to: Hayley Atwell, Cate Blanchett, Laurence Fishburne, Jon Favreau, Clancy Brown, Josh Brolin, Benedict Cumberbatch, Kat Dennings, Michael Douglas, Idris Elba, Karen Gillan, Seth Green, Frank Grillo, Jeff Goldblum, Chris Hemsworth, Tom Hiddleston, Rachel House, Samuel L. Jackson, Jude Law, Elizabeth Olsen, Jeremy Renner, Sam Rockwell, Paul Rudd, Mark Ruffalo, Michael Rooker, Kurt Russell, Peter Serafinowicz, John Slattery, Cobie Smulders, Sebastian Stan, Tessa Thompson, Stanley Tucci, Taika Waititi, Rachel Weisz, Atandwa Kani, Madeleine McGraw i Gene Farber.
Ponadto Mick Wingert, Lake Bell, Josh Keaton i Cynthia McWilliams powrócili z sezonu pierwszego jako głosy Tony’ego Starka, Natashy Romanoff, Steve’a Rogersa i Gamory. Natomiast kilku kolejnych aktorów zastąpiło tych, którzy pojawili się w poprzednich produkcjach FUM: Julianne Grossman jako Irani Rael, Fred Tatasciore jako Groot, Mace Montgomery Miskel jako Peter Quill, Keri Tombazian jako Mar-Vell / Wendy Lawson, Jeff Bergman jako Odyn i Feodor Chin jako Xu Wenwu.
W drugim sezonie pojawiło się wiele nowych postaci, w tym stworzona na potrzeby serialu Kahhori, której głosu użyczyła Devery Jacobs oraz Ross Marquand jako W.E.R.N.E.R., Kiawentiio jako Wahta, Jeremy White jako Atahraks, Gabriel Romero jako Rodrigo Alphonso Gonzolo, Carolina Ravassa jako Isabella, Lauren Tom jako Jiayi i Michael Hagiwara jako Shunyuan.

## Emisja
Drugi sezon A gdyby…?, składający się z 9 odcinków, zadebiutował 22 grudnia 2023 roku w serwisie Disney+ w Stanach Zjednoczonych i w Polsce. Kolejne odcinki były udostępniane kolejno do 30 grudnia tego samego roku. Początkowo drugi sezon miał mieć premierę na początku 2023 roku.

## Lista odcinków
| № | Nr | Tytuł                                                   | Tytuł polski                                       | Reżyseria      | Scenariusz                    | Premiera (Disney+) | Premiera w Polsce (Disney+) |
| --- | -- | ------------------------------------------------------- | -------------------------------------------------- | -------------- | ----------------------------- | ------------------ | --------------------------- |
| 10 | 1  | What If… Nebula Joined the Nova Corps?                  | A gdyby… Nebula wsąpiła do Korpusu Nova?           | Stephan Franck | Matthew Chauncey              | 22 grudnia 2023    | 22 grudnia 2023             |
| Obsada: Jeffrey Wright jako Obserwator, Karen Gillan jako Nebula, Jude Law jako Yon-Rogg, Michael Rooker jako Yondu Udonta, Seth Green jako Kaczor Howard, Taika Waititi jako Korg, Peter Serafinowicz jako Garthan Saal, Julianne Grossman jako Irani Rael / Nova Prime, Fred Tatasciore jako Groot |    |                                                         |                                                    |                |                               |                    |                             |
| 11 | 2  | What If… Peter Quill Attacked Earth’s Mightiest Heroes? | A gdyby… Peter Quill zaatakował Ziemię?            | Bryan Andrews  | Matthew Chauncey              | 23 grudnia 2023    | 23 grudnia 2023             |
| Obsada: Jeffrey Wright jako Obserwator, Michael Douglas jako Hank Pym / Ant-Man, Hayley Atwell jako Peggy Carter, John Slattery jako Howard Stark, Kurt Russell jako Ego, Chris Hemsworth jako Thor, Laurence Fishburne jako Bill Foster / Goliath, Sebastian Stan jako Bucky Barnes / Zimowy Żołnierz, Atandwa Kani jako T’Chaka / Czarna Pantera, Madeleine McGraw jako Hope Van Dyne, Mace Montgomery Miskel jako Peter Quill, Keri Tombazian jako Mar-Vell / Wendy Lawson, Gene Farber jako Vasily Karpov                                              |    |                                                         |                                                    |                |                               |                    |                             |
| 12 | 3  | What If… Happy Hogan Saved Christmas?                   | A gdyby… Happy Hogan ocalił święta?                | Bryan Andrews  | A.C. Bradley Matthew Chauncey | 24 grudnia 2023    | 24 grudnia 2023             |
| Obsada: Jeffrey Wright jako Obserwator, Jon Favreau jako Happy Hogan / Dziwoląg, Kat Dennings jako Darcy Lewis, Cobie Smulders jako Maria Hill, Sam Rockwell jako Justin Hammer, Chris Hemsworth jako Thor, Mark Ruffalo jako Bruce Banner, Jeremy Renner jako Clint Barton / Hawkeye, Mick Wingert jako Tony Stark / Iron Man, Lake Bell jako Natasha Romanoff / Czarna Wdowa, Josh Keaton jako Steve Rogers / Kapitan Ameryka, Isaac Robinson-Smith jako Sergei, Matthew Waterson jako Rusty, Ross Marquand jako W.E.R.N.E.R.                            |    |                                                         |                                                    |                |                               |                    |                             |
| 13 | 4  | What If… Iron Man Crashed into the Grandmaster?         | A gdyby... Iron Man wpadł na Arcymistrza?          | Bryan Andrews  | A.C. Bradley                  | 25 grudnia 2023    | 25 grudnia 2023             |
| Obsada: Jeffrey Wright jako Obserwator, Mick Wingert jako Tony Stark / Iron Man, Jeff Goldblum jako Arcymistrz, Tessa Thompson jako Walkiria, Taika Waititi jako Korg, Rachel House jako Topaz, Josh Brolin jako Thanos, Cynthia McWilliams jako Gamora |    |                                                         |                                                    |                |                               |                    |                             |
| 14 | 5  | What If… Captain Carter Fought the Hydra Stomper?       | A gdyby... Kapitan Carter walczyła z Hydrogromcą?  | Bryan Andrews  | A.C. Bradley                  | 26 grudnia 2023    | 26 grudnia 2023             |
| Obsada: Jeffrey Wright jako Obserwator, Hayley Atwell jako Peggy Carter / Kapitan Carter, Lake Bell jako Natasha Romanoff / Czarna Wdowa, Samuel L. Jackson jako Nick Fury, Frank Grillo jako Brock Rumlow, Josh Keaton jako Steve Rogers / Hydrogromca, Sebastian Stan jako Bucky Barnes, Rachel Weisz jako Melina Vostokoff, Elizabeth Olsen jako Wanda-Merlin, Bernard White jako Singh |    |                                                         |                                                    |                |                               |                    |                             |
| 15 | 6  | What If… Kahhori Reshaped the World?                    | A gdyby... Kahhori zmieniła świat?                 | Bryan Andrews  | Ryan Little                   | 27 grudnia 2023    | 27 grudnia 2023             |
| Obsada: Jeffrey Wright jako Obserwator, Devery Jacobs jako Kahhori, Kiawentiio jako Wahta, Jeremy White jako Atahraks, Gabriel Romero jako Rodrigo Alphonso Gonzolo, Benedict Cumberbatch jako Doktor Strange Supreme, Carolina Ravassa jako Isabella, Clancy Brown jako Surtur, Jeff Bergman jako Odyn |    |                                                         |                                                    |                |                               |                    |                             |
| 16 | 7  | What If… Hela found the Ten Rings?                      | A gdyby... Hela znalazła dziesięć pierścieni?      | Bryan Andrews  | Matthew Chauncey              | 28 grudnia 2023    | 28 grudnia 2023             |
| Obsada: Jeffrey Wright jako Obserwator, Cate Blanchett jako Hela, Jeff Bergman jako Odyn, Feodor Chin jako Xu Wenwu, Lauren Tom jako Jiayi, Idris Elba jako Heimdall, Michael Hagiwara jako Shunyuan |    |                                                         |                                                    |                |                               |                    |                             |
| 17 | 8  | What If… The Avengers Assembled in 1602?                | A gdyby... Avengersi żyli w roku 1602?             | Bryan Andrews  | A.C. Bradley Ryan Little      | 29 grudnia 2023    | 29 grudnia 2023             |
| Obsada: Jeffrey Wright jako Obserwator, Hayley Atwell jako Peggy Carter / Kapitan Carter, Samuel L. Jackson jako Sir Fury, Elizabeth Olsen jako Wanda Merlin, Chris Hemsworth jako Thor, Tom Hiddleston jako Loki, Mark Ruffalo jako Bruce Banner / Hulk, Jon Favreau jako Sir Harold Hogan / Dziwoląg, Mick Wingert jako Tony Stark, Josh Keaton jako Steve Rogers / Rogers Hood, Paul Rudd jako Scott Lang / Ant-Man, Sebastian Stan jako Bucky Barnes, Benedict Cumberbatch jako Doktor Strange Supreme, Lake Bell jako Natasha Romanoff / Czarna Wdowa |    |                                                         |                                                    |                |                               |                    |                             |
| 18 | 9  | What If… Strange Supreme Intervened?                    | A gdyby... Strange wtrącił się w losy multiwersum? | Bryan Andrews  | Matthew Chauncey              | 30 grudnia 2023    | 30 grudnia 2023             |
| Obsada:Jeffrey Wright jako Obserwator, Hayley Atwell jako Peggy Carter / Kapitan Carter, Benedict Cumberbatch jako Doktor Strange Supreme / Demon Strange, Devery Jacobs jako Kahhori, Cate Blanchett jako Hela, Feodor Chin jako Xu Wenwu, Clancy Brown jako Surtur, Josh Keaton jako Steve Rogers, Stanley Tucci jako Abraham Erskine |    |                                                         |                                                    |                |                               |                    |                             |

## Produkcja

### Rozwój projektu
W grudniu 2019 roku Kevin Feige wyjawił, rozpoczęto już prace nad dziesięcioodcinkowym drugim sezonem serialu na podstawie serii komiksów Co by było, gdyby?. Na początku sierpnia 2021 roku ujawniono, że będzie on liczył dziewięć odcinków. Zmniejszenie ilości odcinków wynikało z opóźnieniami w produkcji spowodowanymi pandemią COVID-19. Jeden z odcinków pierwszego sezonu nie został ukończony na czas i pozostawiono go na drugi sezon. W listopadzie potwierdzono, że A.C. Bradley powróci jako główna scenarzystka serialu, a Bryan Andrews na stanowisko reżysera. Powrócili również oni jako producenci wykonawczy. W lipcu 2022 roku poinformowano, że serial wchodzi w skład Sagi multiwersum.
Producentami wykonawczymi pierwszego sezonu zostali: Bradley, Andrews i Feige, Brad Winderbaum, Victoria Alonso i Louis D’Esposito.

### Scenariusz
Z pozostałych 20 propozycji z 30 przygotowanych dla pierwszego sezonu, kilka zostało wybranych dla sezonu drugiego. Brad Winderbaum zauważył, że od czasu powstania tych pomysłów Filmowe Uniwersum Marvela się zmieniło i rozrosło, co umożliwiło przedstawienie nowych pomysłów. Bryan Andrews zauważył, że po pierwszym sezonie, w którym koncepcja „co by było, gdyby” była jedynie niewielkimi zmianami w stosunku do tego, co pojawiło się wcześniej, kolejne sezony mogą „wyjść” poza te małe zmiany i „stać się trochę bardziej szalone”. W sezonie mają się pojawić postacie, jak i nawiązania do produkcji z Fazy IV. Prace nad scenariuszem do odcinków drugiego sezonu zakończono w październiku 2021 roku. A.C. Bradley poinformowała wtedy, że sezon będzie bardziej skupiał się na odkrywaniu nowych stron postaci z MCU.
Jeszcze na samym początku pracy nad drugim sezonem scenarzyści uznali, że chcą rozwijać postać Kapitan Carter, by kontynuować jej historię z sezonu pierwszego. Wśród pomysłów na odcinki drugiego sezonu wybrano koncepcję opartą na komiksie Marvel 1602, jeden z postaciami z Shang-Chi i legenda dziesięciu pierścieni (2021), które walczą z Asgardczykami, kolejny z Walkirią i Iron Manem na Sakaarze inspirowany filmem Thor: Ragnarok (2017) oraz ze Steve’em Rogersem i Peggy Carter inspirowany zakończeniem historii tej pary w Avengers: Koniec gry (2019). W sezonie pojawi się też odcinek wprowadzający stworzoną na potrzeby MCU postać o imieniu Kahhori, młodą kobietę z plemienia Mohawków w przedkolonialnej Ameryce. Marvel, Andrews i scenarzysta odcinka Ryan Little współpracowali z członkami Mohawków, by zapewnić kulturową dokładność podczas tworzenia postaci i scenerii. Dialogi w odcinku są w języku Mohawków.

### Casting
Plan Marvel Studios zakładał, że aktorzy odgrywający role w produkcjach Filmowego Uniwersum Marvela użyczą głosów odgrywanym przez siebie postaciom w A gdyby…?. W październiku 2021 roku, po finale pierwszego sezonu ujawniono, że Mick Wingert i Cynthia McWilliams powrócą jako Tony Stark / Iron Man i Gamora z odcinka, który został przesunięty do drugiego sezonu. W lipcu 2022 roku ujawniono, że Hayley Atwell i Lake Bell ponownie udzielą głosu Peggy Carter i Natashy Romanoff. We wrześniu 2023 roku potwierdzono, że Jeffrey Wright powróci jako głos Obserwatora. Wśród aktorów MCU poinformowano, że powrócą Cate Blanchett jako Hela, Laurence Fishburne jako Bill Foster i Atandwa Kani jako T’Chaka / Czarna Pantera.
W grudniu wyjawiono, że swoje role z filmów powtórzą: Jon Favreau jako Harold „Happy” Hogan, Clancy Brown jako Surtur, Josh Brolin jako Thanos, Benedict Cumberbatch jako Stephen Strange, Kat Dennings jako Darcy Lewis, Michael Douglas jako Hank Pym, Idris Elba jako Haimdall, Karen Gillan jako Nebula, Seth Green jako Kaczor Howard, Frank Grillo jako Brock Rumlow, Jeff Goldblum jako Arcymistrz, Chris Hemsworth jako Thor, Tom Hiddleston jako Loki, Rachel House jako Topaz, Samuel L. Jackson jako Nick Fury, Jude Law jako Yon-Rogg, Elizabeth Olsen jako Wanda Maximoff, Jeremy Renner jako Clint Barton, Sam Rockwell jako Justin Hammer, Paul Rudd jako Scott Lang, Mark Ruffalo jako Bruce Banner, Michael Rooker jako Yondu, Kurt Russell jako Ego, Peter Serafinowicz jako Garthan Saal, John Slattery jako Howard Stark, Cobie Smulders jako Maria Hill, Sebastian Stan jako Bucky Barnes, Tessa Thompson jako Walkiria, Stanley Tucci jako Abraham Erskine, Taika Waititi jako Korg i Rachel Weisz jako Melina Vostokoff.

### Prace nad animacją
W serialu został wykorzystany styl animacji cel-shading oraz wygląd postaci zbliżony do wyglądu aktorów z filmów.

## Muzyka
W grudniu 2022 roku poinformowano, że Laura Karpman ponownie zajmie się komponowaniem muzyki do serialu oraz że dołączy do niej jej żona, Nora Kroll-Rosenbaum. W odcinku What If… Kahhori Reshaped the World? pojawiła się tradycyjna muzyka Mohawków.

## Promocja
Drugi sezon promowany był na panelu studia podczas San Diego Comic-Conu w lipcu 2022 roku, gdzie pokazano publiczności odcinek What If… Captain Carter Fought the Hydra Stomper?. 15 listopada 2023 roku pojawił się zwiastun drugiego sezonu. W grudniu odbył się pokaz prasowy pierwszego i trzeciego odcinka w siedzibie Walt Disney Studios.

## Odbiór

### Krytyka w mediach
Drugi sezon serialu spotkał się z pozytywną reakcją krytyków. W serwisie Rotten Tomatoes 83% z 18 recenzji uznano za pozytywne, a średnia ocen wystawionych na ich podstawie wyniosła 7,6/10. Na portalu Metacritic średnia ważona ocen z 5 recenzji wyniosła 78 punktów na 100.

### Nominacje
| Rok  | Ceremonia    | Kategoria                                                 | Nominowani | Rezultat  | Przypis |
| ---- | ------------ | --------------------------------------------------------- | --- | --------- | ------- |
| 2024 | Annie Awards | Najlepsze efekty animowane w produkcji telewizyjnej       | Ryan Barringer, Rajkumar Gurudu, Bipin Kumar Patra, Pranil Ravindra Mahajan (za odcinek „A gdyby… Kahhori zmieniła świat?”)           | Nominacja | [ 43 ]  |
| 2024 | Annie Awards | Najlepsza scenografia w animowanej produkcji telewizyjnej | Cynthia Halley, Kristina Vardazaryan, Paul Lasaine, Ryan Magno, Simon Dunsdon (za odcinek „A gdyby… Nebula wsąpiła do Korpusu Nova?”) | Nominacja | [ 43 ]  |